# Frontschwein (Album)
Frontschwein ist das dreizehnte Studioalbum der schwedischen Black-Metal-Band Marduk.

## Entstehung
Am 6. Oktober 2014 kündigte die Band die Veröffentlichung des Albums Frontschwein für den Januar 2015 an. Am 13. Oktober folgten die ersten bestätigten Daten der Frontschwein-Tournee durch Australien und Japan, am 17. für Neuseeland. Cover und Titelliste wurden am 27. November veröffentlicht. Am 30. November wurde Rope of Regret und am 11. Dezember Wartheland vorgestellt. Die ersten Tourneedaten für Europa folgten am 29. Dezember, der zweite Teil am 3. Januar 2015. Am 6. Januar begann der Vorverkauf des Albums. Ein offizielles Musikvideo zum Titellied wurde am 28. Januar vorgestellt.

## Titelliste
1. Frontschwein – 3:13
2. The Blond Beast – 4:26
3. Afrika – 4:00
4. Wartheland – 4:17
5. Rope of Regret – 3:52
6. Between the Wolf-Packs – 4:28
7. Nebelwerfer – 6:17
8. Falaise: Cauldron of Blood – 4:58
9. Doomsday Elite – 8:11
10. 503 – 5:12
11. Thousand-Fold Death – 3:45

Die Mediabook-Version enthält außerdem Warschau III: Necropolis, das von Arditi geschrieben wurde.

## Gestaltung
Auf dem Cover sind das Logo der Band, der Titel des Albums, die Titelliste und der Teilausschnitt eines Soldaten zu sehen. Dasselbe Bild findet sich (ohne die Titelliste und mit anderer Anordnung des Logos und des Titels) auf der Picture-LP-Version.
Der erste Teil des Albentitels ist in Großantiqua geschrieben, wobei der Buchstabe o durch ein eisernes Kreuz ersetzt wurde, darunter Schwein in Textura.
Vom Soldaten ist der bekleidete Oberkörper zu sehen, er trägt eine Umhängetasche, einen Munitionsgurt und einen weiteren Gurt. In diesem stecken zwei Stielhandgranaten stecken, von denen der eine mit seiner rechten Hand hält, während die linke den Gurt hält.
Das Beiheft enthält Fotografien von Kriegsszenen sowie von den beteiligten Musikern in Sepiatönen. Dem Thema des Albums entsprechend sind die Musiker teils hinter Stacheldraht zu sehen und auf einem Bild ist Schlagzeuger Widigs mit einer Trommel und Stöcken, wie sie auch beim Militär verbreitet sind, abgebildet.
Bei der CD-Version steht die Parole „death to piece, war at last“, die bereits auf dem Backcover des zweiten Marduk-Albums Those of the Unlight zu finden war, auf dem CD-Label. Diese und ein Wolf in einem Drudenfuß finden sich auch auf dem Backcover.
Die Mediabook-Version enthält keine Kriegsbilder, sondern zeigt andere Aufnahmen der Musiker und stellt Logo, Titel, Liedtext und sonstige Informationen weiß beziehungsweise silber auf schwarz dar. Eine weitere Mediabook-Veröffentlichung kommt mit einer schwarzen Feldflasche mit silbernem Marduk-Logo.
Die Gestaltung übernahm Holy Poison Design beziehungsweise Sänger Mortuus.

## Musikstil und Texte
Laut Jan Wischkowski von Metal.de finden sich wie beim Vorgänger Serpent Sermon „deutliche Spuren von Mortuus anderem Betätigungsfeld FUNERAL MIST“, allerdings „in ein deutlich MARDUK-dominiertes, musikalisches Umfeld integriert. Thematisch gehen die Schweden gar einen Schritt rückwärts und knüpfen an ihr bislang bekanntestes Album ‚Panzer Division Marduk‘ an.“ Die Band setze „auf Blizzard-Blast-Attacken ebenso wie walzendes Midtempo“.
Mit dem Titel bezieht Morgan Steinmeyer Håkansson sich auf den entsprechenden Begriff in der Soldatensprache. Er sei jedoch keine Respektsbekundung, sondern „eine historische Beschreibung“. Dieses Bild versuche die Band „musikalisch auszudrücken, und diese Frontatmosphäre zieht sich durch das gesamte Album“.
Auf Frontschwein behandelt die Band erneut den Zweiten Weltkrieg. Jan Jaedike vom Rock Hard schrieb aufgrund der Kriegsthematik, das Album streife „die verbrannte Erde der Mutter aller Schlachtplatten, Panzer Division Marduk. Doch die Taktik ist trickreicher. Die Panzerdivision arbeitete mit waffenstarrender Überlegenheit, die Frontschweine hingegen beherrschen sowohl die direkte Konfrontation mit Blitzkriegattacken als auch das listige, langsame Heranschleichen. Sie lullen den Feind immer wieder mit hypnotischer Melodik ein, bevor das nächste Flakgewitter (völlig unglaublich: das Vokal-Stakkato in ‚Thousand-Fold Death‘) das gegnerische Fleisch durchsiebt.“
The Blond Beast handelt von Reinhard Heydrich. Ihn hatte Marduk bereits in The Hangman of Prague auf Plague Angel und Funeral Dawn auf Wormwood behandelt. In Afrika geht es um den Afrikafeldzug, Nebelwerfer beschäftigt sich mit dem Nebelwerfer, einem deutschen Granatwerfer. 503 bezieht sich auf ein Panzerbataillon und knüpft damit an 502 von Panzer Division Marduk an.
Rope of Regret ist laut der Band selbst dem Rest des Albums unähnlich, „nichtsdestoweniger ein angemessener Eindruck dessen, was kommen soll“.
Falaise: Cauldron of Blood thematisiert den Kessel von Falaise, den Håkansson als gegenüber der Schlacht von Stalingrad wichtiger für die militärische Wende im Zweiten Weltkrieg bezeichnet. Das Ereignis sei „in seiner Grausamkeit einzigartig. Ein Blutmassaker, eine brennende Hölle. Ein Teppich aus Bomben, Blut und Feuer.“ Für ihn seien „solche furchtbaren Geschehnisse aus der Realität eine große Inspiration“.

## Rezeption
Jaedike schrieb in seiner Rezension: „Nix gegen MARDUKs antichristliche Pamphlete oder ihr morbides Abfeiern des Todes an sich, aber auf dem Kriegs-Terrain sind und bleiben die Schweden am großartigsten. Frontschwein ist ein unbarmherziger Vernichtungsschlag. […] Kapitulation ist für MARDUK auch nach 25 Jahren Kampf keine Option. Sie stehen bis zu den Knöcheln in Blut und Eingeweiden, weiden sich in unheiliger Freude am Leid ihrer Feinde. Black Metal ist wieder Krieg!“ Laut Wischkowski hat Marduk „an Angriffslust […] trotz inzwischen gehobenen Alters nichts verloren“. Frontschwein wie Serpent Sermon, das ihm „geringfügig besser“ gefalle, zeige, „dass MARDUK deutlich mehr Charme haben, wenn sie zwischen wohldosierter Finsternis, gnadenloser Aggression und gezielten Blitzangriffen ihre Mitte finden“. Die Band zeige „der Jugend auf höchstem Niveau wie man gleichzeitig finster, brutal und kriegerisch ist – ganz ohne unnötige Schnörkel oder melodiöse Schönmalereien“. Laut Tom Lubowski vom Metal Hammer präsentieren sich Marduk auf Frontschwein in „‘The Blonde Beast’ so groovig und rock, in ‘Wartheland so plattwalzend, in ‘Afrika’ so hypnotisch oder in ‘Between The Wolf Packs’ und ‘Doomsday Elite’ so düster wie selten zuvor“ und machen das Album dadurch zu einem der vielschichtigsten der Band.